# أميمة بنت قيس
أميمة بنت قيس بن عبد الله الأسدية أخت أم حبيبة زوج الرسول محمد من الرضاعة، وكانت معها بالحبشة.